# Wismar (Uckerland)
Wismar ist ein Ortsteil der amtsfreien Gemeinde Uckerland im Landkreis Uckermark in Brandenburg. Zum Ortsteil gehört der nördlich gelegene Gemeindeteil und die gleichnamige Gemarkung Hansfelde. Auf der Gemarkung von Hansfelde liegt der nördlichste Punkt Brandenburgs.

## Geografie
Der Ort liegt vier Kilometer nordöstlich von Strasburg. Er wird in fast allen Himmelsrichtungen vom Land Mecklenburg-Vorpommern umgeben. Nordöstlich des Dorfes befindet sich der zu Strasburg gehörende Demenzsee. Im Südosten liegt zwar der geografische Zugang zum Bundesland Brandenburg, aber an dieser Stelle sorgt ein Bach für eine Abgrenzung vom restlichen Teil der Gemeinde Uckerland. Auch die Ostseeautobahn A 20 verläuft unmittelbar südlich des Ortes und „schneidet“ Wismar und Hansfelde vom Land Brandenburg ab. Sämtliche Straßen führen nur über die vorpommerschen Orte Strasburg und Groß Luckow nach Brandenburg.

## Geschichte

### Namensgeschichte
Erstmals urkundlich erwähnt wurde der Ort 1316. Der Ortsname Wismar leitet sich von Wismaria Ort des Vysěmêr oder Visemêr ab, dem slawischen Lokator des Ortes.

### Seit 1950: Wechselnde Landeszugehörigkeit
Wismar gehörte bis zum 30. Juni 1950 zum brandenburgischen Landkreis Prenzlau. Am 1. Juli 1950 wechselte die Gemeinde in den mecklenburgischen Kreis Pasewalk. Am 25. Juli 1952 wurden die Länder der DDR durch Gesetz aufgelöst, 14 Bezirke geschaffen und die alten Kreise in neue aufgeteilt. Die Uckermark war damit auf die beiden Bezirke Neubrandenburg und Frankfurt (Oder) aufgeteilt. Wismar lag fortan im Kreis Strasburg des Bezirks Neubrandenburg. Ab 1990 gehörte die Gemeinde dann zum Landkreis Strasburg im neu gegründeten Bundesland Mecklenburg-Vorpommern.
Nach einem Bürgerentscheid im Jahr 1992 wurden die Gemeinden Fahrenholz, Güterberg, Jagow, Lemmersdorf, Lübbenow, Milow, Trebenow, Wilsickow, Wismar und Wolfshagen aus dem Landkreis durch den Staatsvertrag zwischen den Ländern Brandenburg und Mecklenburg-Vorpommern über die Änderung der gemeinsamen Landesgrenze vom 9. Mai 1992 mit Wirkung zum 1. August 1992 dem Kreis Strasburg ausgegliedert und fielen an das Land Brandenburg zum Kreis Prenzlau, während die Stadt Strasburg, Blumenhagen, Groß Luckow und Klein Luckow im Land Mecklenburg-Vorpommern verblieben. Seit dem 6. Dezember 1993 gehört Wismar zum neu gegründeten Landkreis Uckermark in Brandenburg. Die Evangelische Kirchengemeinde Wismar gehört dagegen zum Pommerschen Evangelischen Kirchenkreis der Nordkirche (vormals Pommersche Evangelische Kirche).
Am 31. Dezember 2001 wurde Wismar ein Teil der Gemeinde Uckerland.
Seit mehreren Jahren kämpfen die Einwohner von Wismar und Hansfelde für eine Rückkehr nach Mecklenburg-Vorpommern und eine Eingliederung in die Stadt Strasburg. Sowohl die Stadt Strasburg als auch der Landkreis Uecker-Randow haben im Jahr 2009 einer Aufnahme der beiden Orte zugestimmt. Eine Rückkehr nach MV ist jedoch nur per Staatsvertrag zwischen den Ländern Brandenburg und Mecklenburg-Vorpommern möglich.

### Einwohnerentwicklung
| Datum       | Einwohner |
| ----------- | --------- |
| 01.12.1875* | 464       |
| 01.12.1890* | 464       |
| 01.12.1910* | 404       |
| 16.06.1925* | 471       |
| 16.06.1933* | 387       |
| 17.05.1939* | 394       |

| Datum       | Einwohner |
| ----------- | --------- |
| 29.10.1946* | 591       |
| 31.08.1950* | 620       |
| 31.12.1964* | 438       |
| 01.01.1971* | 338       |
| 31.12.1981* | 289       |
| 31.12.1989  | 275       |

| Datum      | Einwohner |
| ---------- | --------- |
| 03.10.1990 | 258       |
| 31.12.1991 | 229       |
| 31.12.1992 | 217       |
| 31.12.1993 | 206       |
| 31.12.1994 | 200       |
| 31.12.1995 | 191       |

| Datum      | Einwohner |
| ---------- | --------- |
| 03.10.1996 | 187       |
| 31.12.1997 | 184       |
| 31.12.1998 | 178       |
| 31.12.1999 | 167       |
| 31.12.2000 | 212       |
| März 2003  | 209       |

* Volkszählungsergebnisse
Der Kernort Wismar hat 155 Einwohner, der Gemeindeteil Hansfelde 54 (Stand: März 2003).
Quelle: Historisches Gemeindeverzeichnis des Landes Brandenburg 1875 bis 2005 – Landkreis Uckermark

## Kultur und Sehenswürdigkeiten

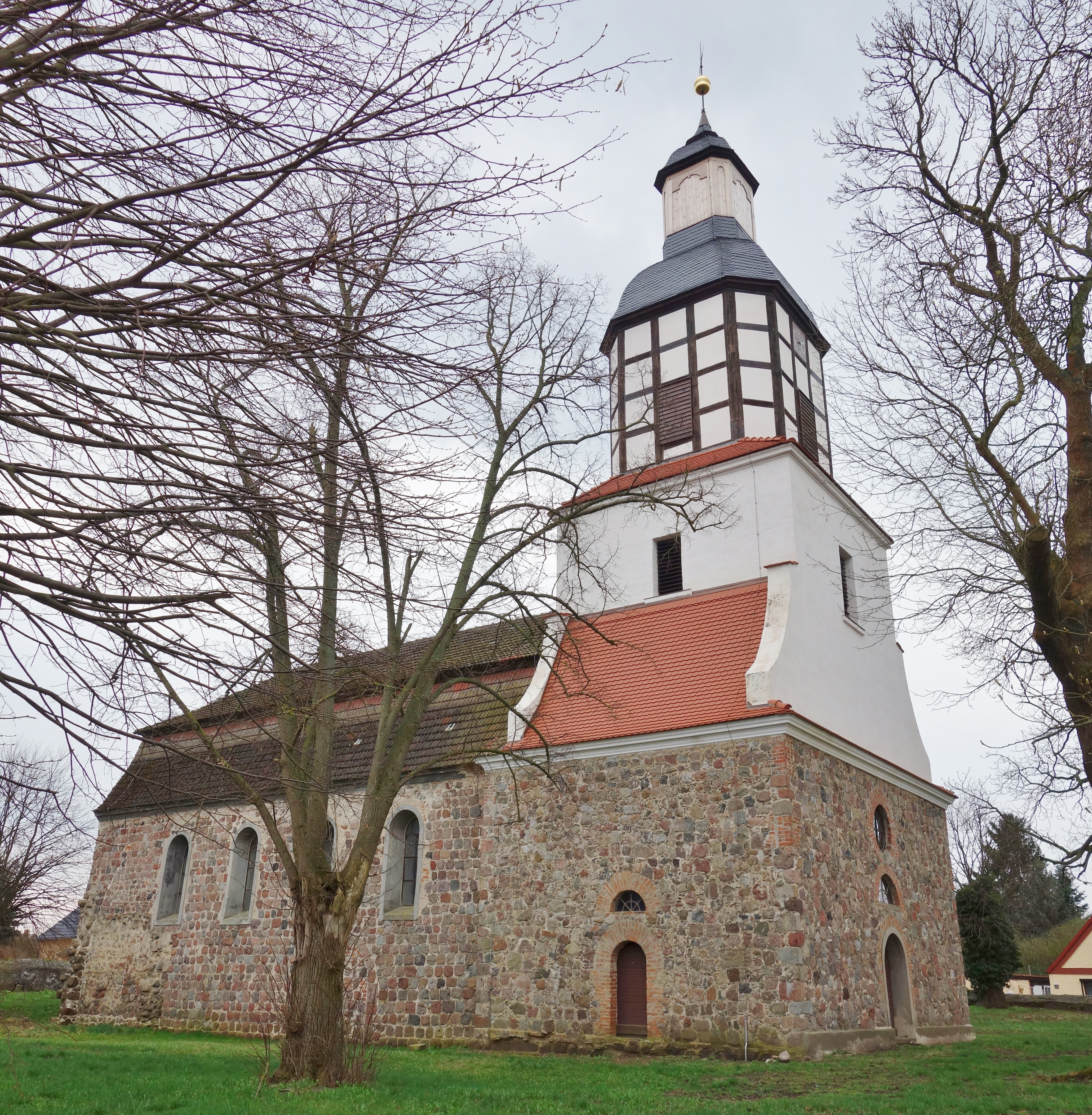
Dorfkirche von Wismar

- Die Dorfkirche Wismar ist eine Feldsteinkirche aus der zweiten Hälfte des 13. Jahrhunderts. Im Innenraum steht unter anderem ein barocker Kanzelaltar aus der ersten Hälfte des 18. Jahrhunderts, der ursprünglich in der Kirche Schwarzensee aufgestellt war.
- Die massiven Häuser und Scheunen aus rotem Ziegelstein zeugen davon, dass Wismar ein Bauerndorf war.
- Im Ort sind auch eine Freiwillige Feuerwehr und ein Dorfgemeinschaftshaus zu finden.